# テンペル・タットル彗星
テンペル・タットル彗星（英語: 55P/Tempel-Tuttle、Comet Tempel-Tuttle）は、公転周期33年の周期彗星である。公転周期が20年から200年の間の短周期彗星であるためハレー型彗星に分類される。1865年12月19日にエルンスト・テンペルが、翌年1月6日にホレース・タットルが発見した。しし座流星群の母天体として知られる。

## 観測史
テンペル・タットル彗星は、1865年12月19日にフランスのマルセイユの天文学者エルンスト・テンペルが発見し、翌1866年1月6日にアメリカのハーバード大学天文台のホレース・タットルが別に発見した。1月11日に近日点を通過し、2月9日まで観測された。しかし、予想されていた1899年、1932年の回帰は観測されず、行方不明になっていた。
いっぽう、発見の数年後、イギリスのジョン・ハインドが、868年と1366年の彗星がテンペル・タットル彗星かもしれないと示唆していた。1933年に日本の神田茂は、詳しい分析をおこない、868年の彗星は無関係だが、中国で観測された1366年の彗星はテンペル・タットル彗星だと結論づけた。1965年、ドイツのJoachim Schubart（ドイツ語版）は、過去500年にわたる軌道計算をおこない、1366年の彗星だけでなく、ドイツのゴットフリート・キルヒが観測した1699年の彗星もテンペル・タットル彗星だと証明した。こうして得られた3回の回帰のデータをもとに再び軌道計算した結果、彗星は1965年に回帰していたはずだと予言された。実際に、1965年6月30日に南アフリカで確認された。1965年の回帰では16等程度にまでしか達しなかった。

## 地球への接近
テンペル・タットル彗星の地球との最小交差距離は0.00848 auであり、かなり近い。1366年の接近のときには地球に0.0229 auまで接近した。これはこれまでの彗星の中で2番目に近い。

## しし座流星群
1867年、イタリアのジョヴァンニ・スキアパレッリは、1866年のテンペル・タットル彗星がしし座流星群の流星物質とほぼ同じ軌道であることを発見し、母天体ではないかと指摘した。彗星が流星群の母天体だとされたのは、これが2番目である。なお、最初の例は、ペルセウス座流星群の母天体であるスイフト・タットル彗星で、これもまたスキアパレッリの指摘だった。
テンペル・タットル彗星は軌道傾斜角が162°の逆行軌道なので、この彗星起源のダストは地球にほぼ正面衝突し、相対速度は72 km/sに達する。これは全ての流星群の中で最も速い。このため、微小なダストも明るい流星になり、しし座流星群で多くの流星が観測される一因になっている。
しし座流星群は約33年ごとに起こっており、2009年に観測されたしし座流星群は1466年と1533年に通過したときの残骸である。